# Rajd Cypru

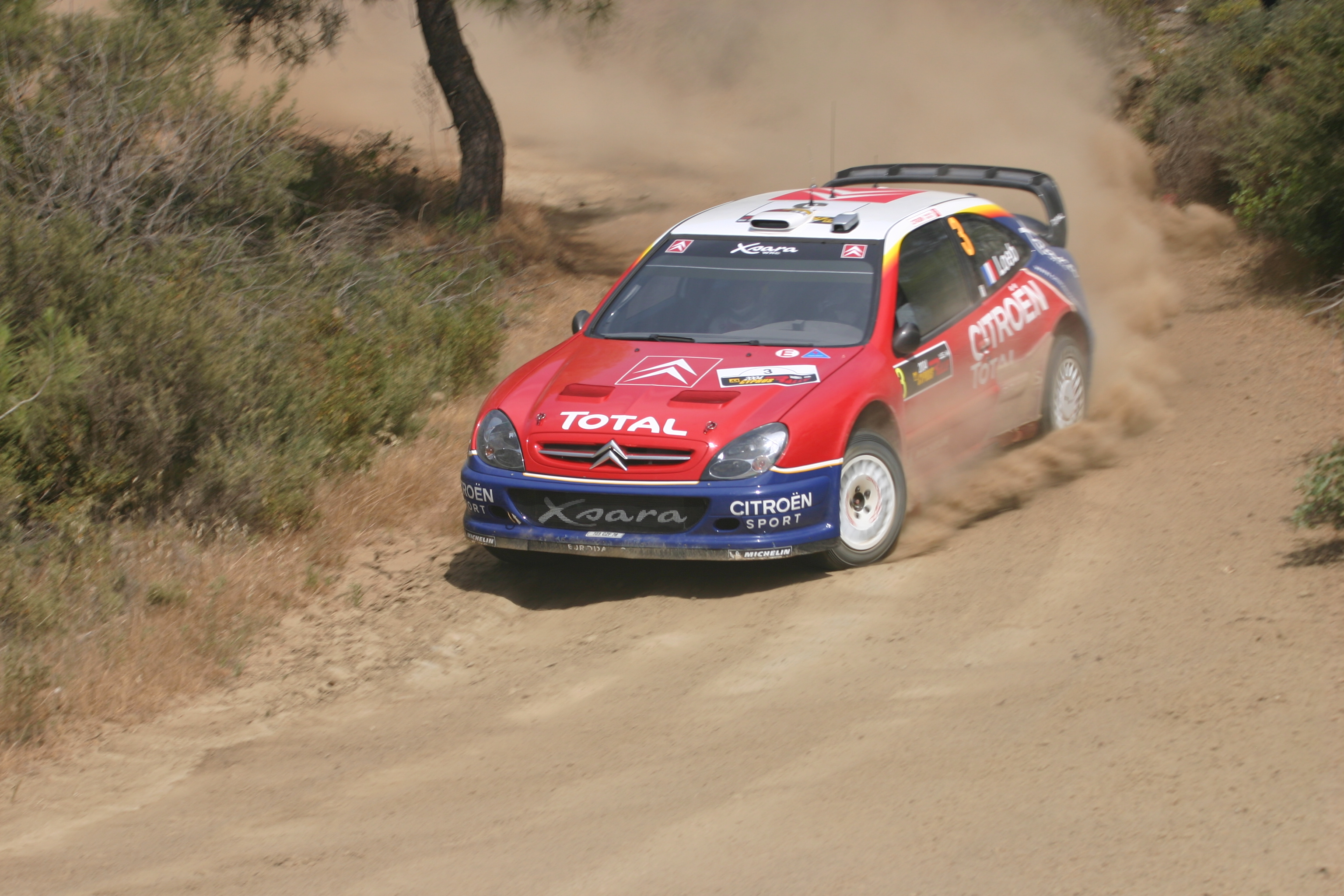
Sébastien Loeb podczas Rajdu Cypru 2004

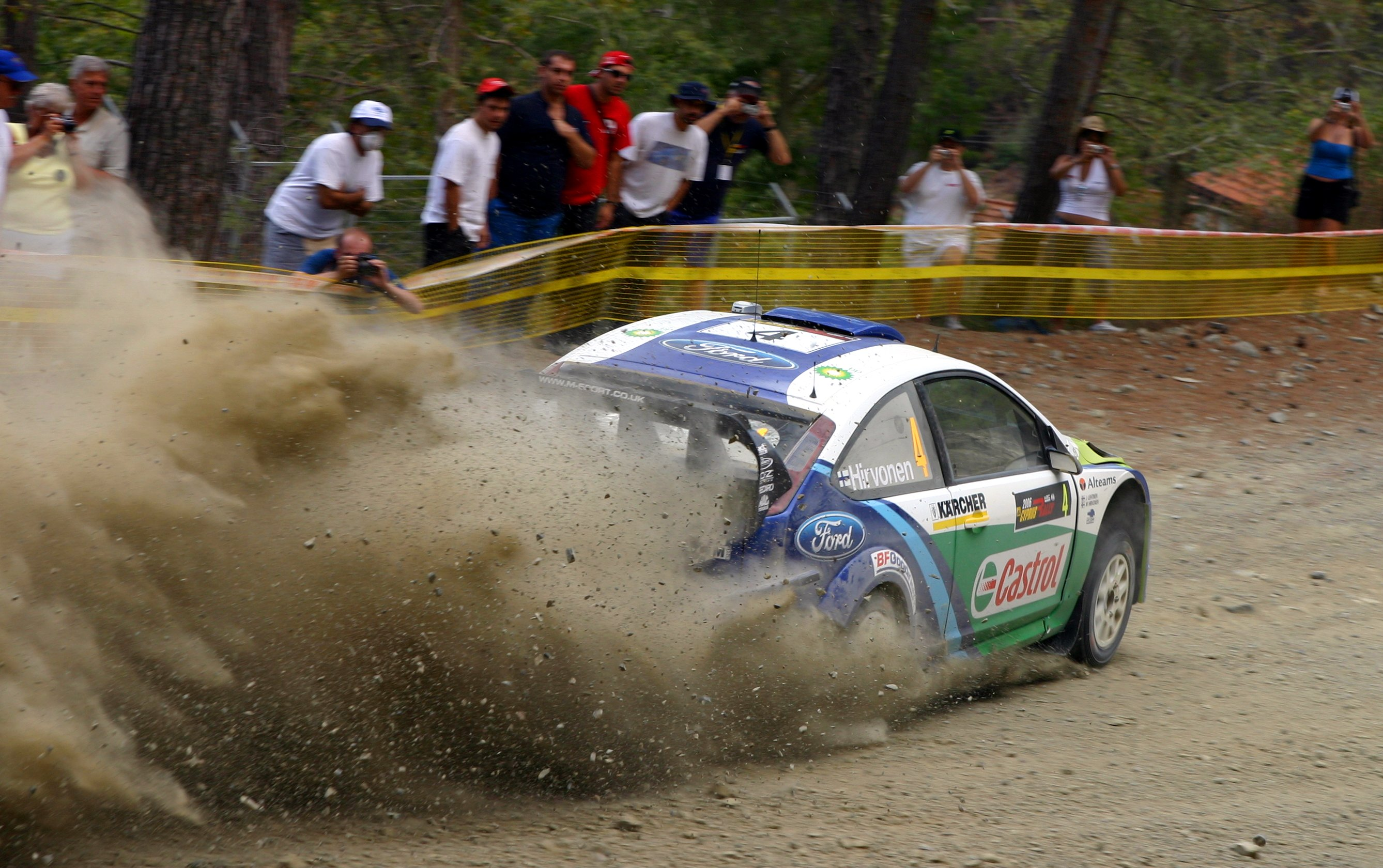
Mikko Hirvonen podczas Rajdu Cypru 2006

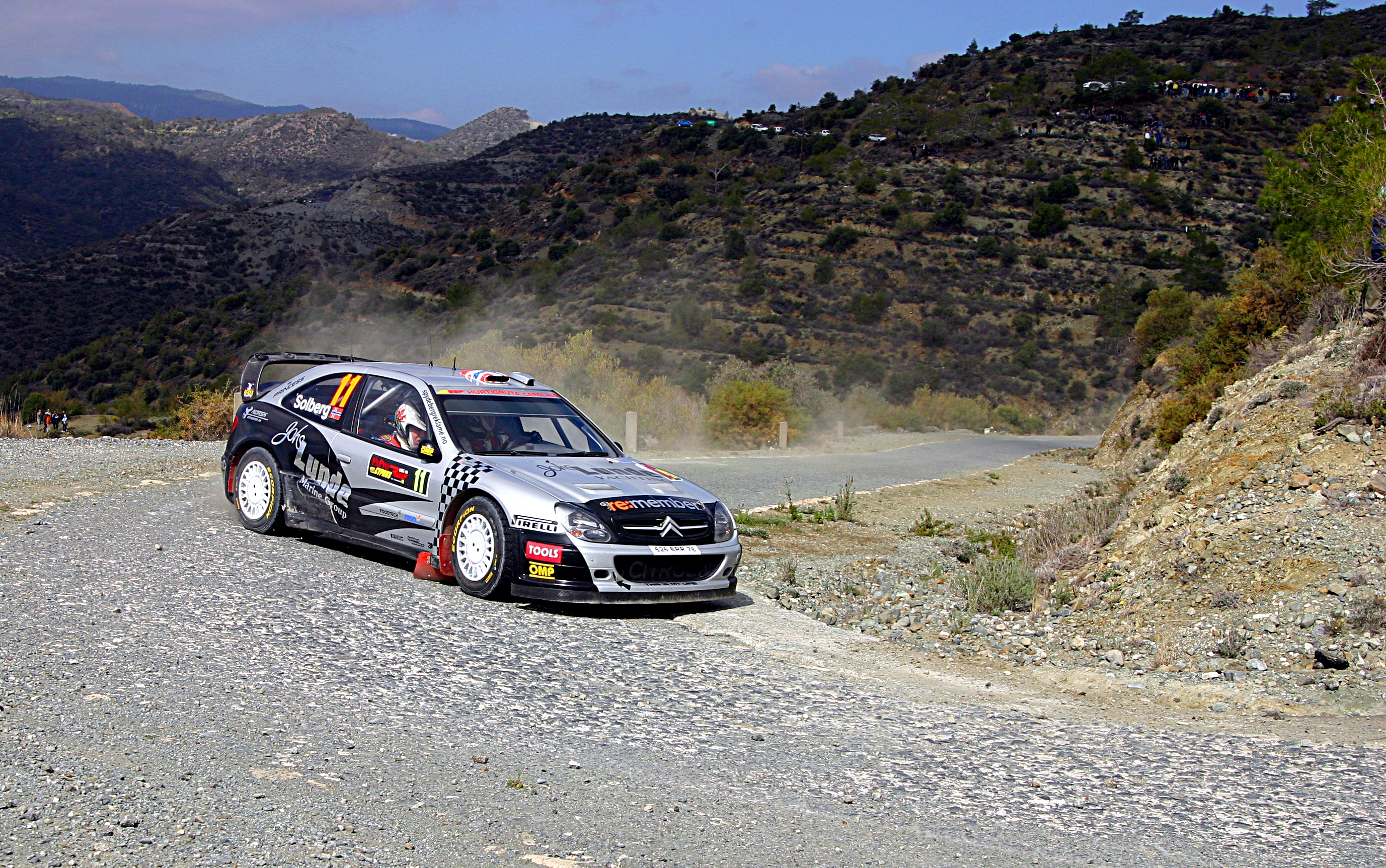
Petter Solberg w Citroënie Xsara WRC podczas Rajdu Cypru 2009

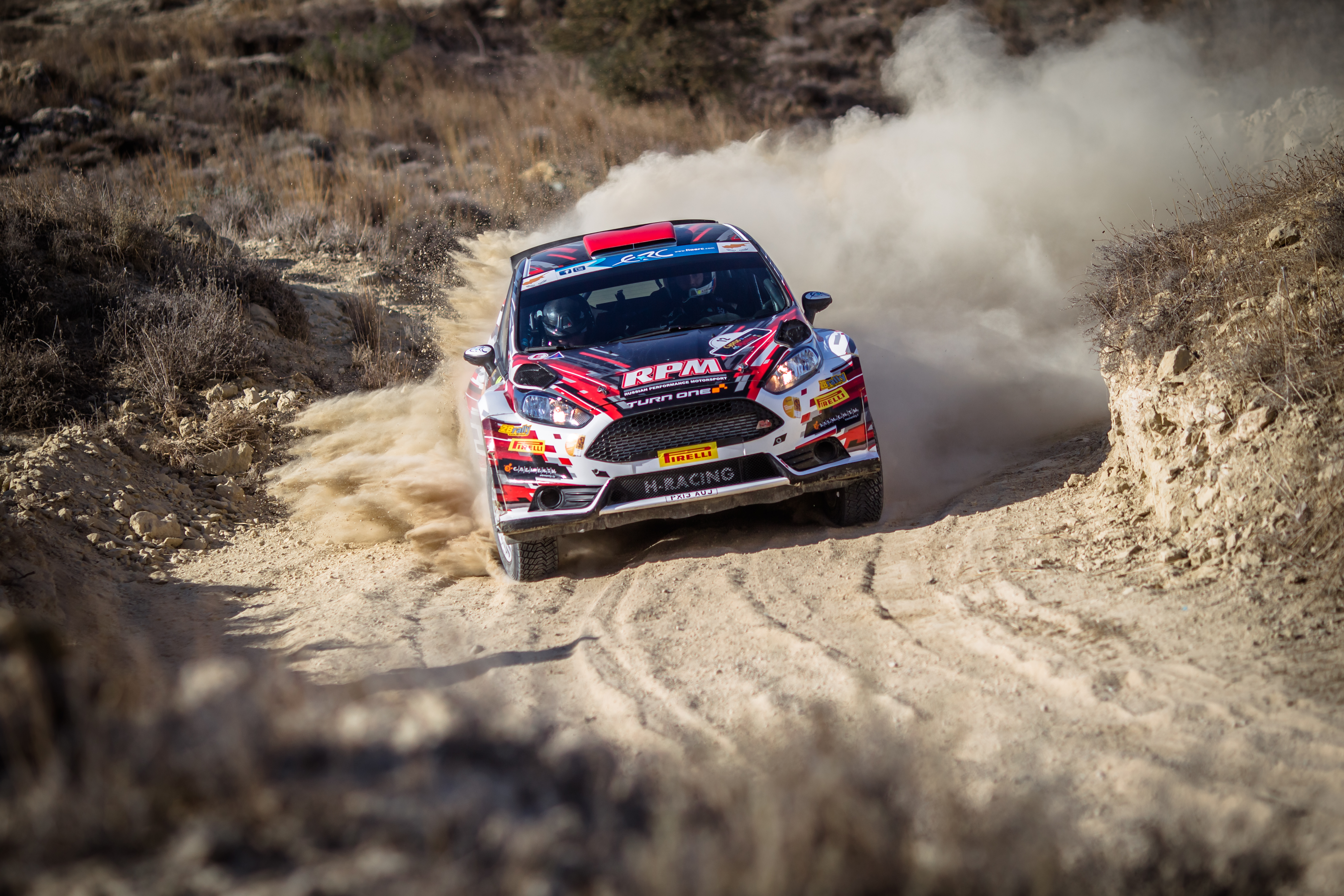
Aleksiej Łukjaniuk podczas Rajdu Cypru 2015

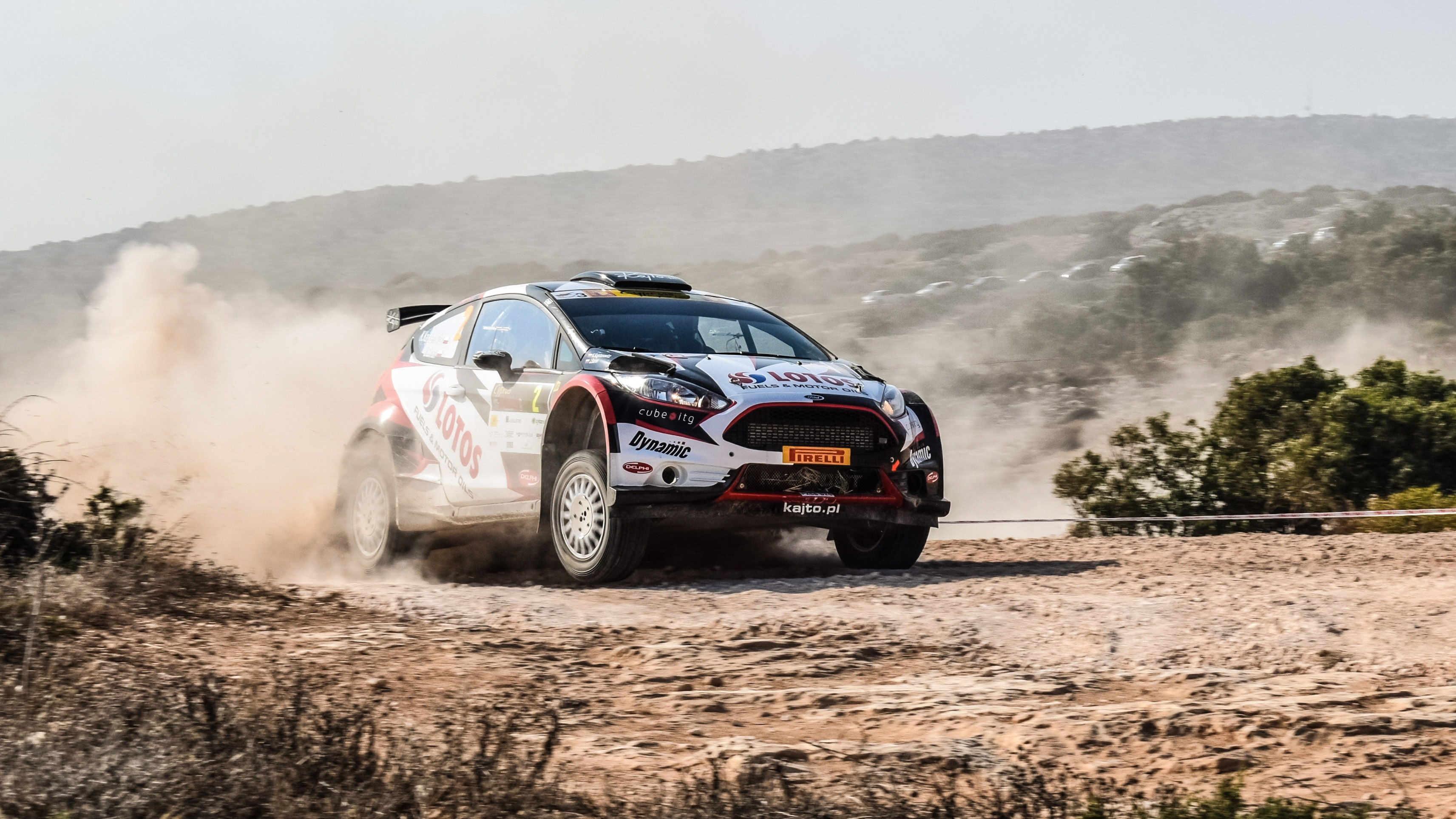
Kajetan Kajetanowicz podczas Rajdu Cypru 2017

Rajd Cypru (oficjalnie Cyprus Rally) – rajd samochodowy organizowany na wyspie Cypr w okolicach miasta Limassol. Jest jednym z wolniejszych i trudniejszych rajdów. Trasa w dużym stopniu wiedzie po szutrowych odcinkach w górach Trodos odcinków specjalnych i łączące je odcinki dojazdowe.
Pierwszy rajd odbył się w 1970 roku. Przez wiele lat rajd był zaliczany do klasyfikacji Rajdowych Mistrzostw Europy, a następnie w latach 2000–2006 oraz w 2009 roku był eliminacją Rajdowych Mistrzostw Świata.
W latach 2010–2012 rajd był ostatnią rundą cyklu Intercontinental Rally Challenge. Natomiast od 2007 (z przerwą w 2009 i 2011) rajd jest jedną z rund Rajdowych Mistrzostw Bliskiego Wschodu.

## Zwycięzcy[1]
| Rok  | Nazwa rajdu                    | Kierowca                    | Pilot                   | Samochód                  | Kategoria |
| ---- | ------------------------------ | --------------------------- | ----------------------- | ------------------------- | --------- |
| 1970 | Cyprus Rally                   | Victor Zachariades          | L. Ellinas, J. Fisher   | Fiat 125                  |           |
| 1971 | 1st Cyprus International Rally | Christos Kirmitsis          | Peter Lawrence          | Ford Escort TC            | ERC       |
| 1972 | 2nd Cyprus International Rally | Lefteris Makrides           | Phivos Erotocritou      | Mercedes 250CE            | ERC       |
| 1973 | 3rd Cyprus International Rally | Stig Blomqvist              | Arne Hertz              | Saab 96 V4                | ERC       |
| 1976 | 4th Cyprus International Rally | Shekhar Mehta               | Yvonne Pratt            | Datsun 160J               | ERC3      |
| 1977 | 5th Cyprus International Rally | Kýpros Kyprianou            | Alkis Longinos          | Hillman Avenger           | ERC2      |
| 1978 | 6th Cyprus International Rally | Roger Clark                 | Jim Porter              | Ford Escort RS1800        | ERC3      |
| 1979 | 7th Rothmans Cyprus Rally      | Ari Vatanen                 | David Richards          | Ford Escort RS1800        | ERC3      |
| 1980 | 8th Rothmans Cyprus Rally      | Roger Clark                 | Neil Wilson             | Ford Escort RS1800        | ERC3      |
| 1981 | 9th Rothmans Cyprus Rally      | Vahan Terzian               | Ioannakis Theofanous    | Mitsubishi Colt           | ERC3      |
| 1982 | 10th Rothmans Cyprus Rally     | Antonio "Tony" Fassina      | Roberto "Rudy" Dalpozzo | Opel Ascona 400           | ERC4      |
| 1983 | 11th Rothmans Cyprus Rally     | Jimmy McRae                 | Ian Grindrod            | Opel Manta 400            | ERC4      |
| 1984 | 12th Rothmans Cyprus Rally     | John Buffum                 | Fred Gallagher          | Audi Quattro A2           | ERC3      |
| 1985 | 13th Rothmans Cyprus Rally     | Mauro Pregliasco            | Daniele Cianci          | Lancia 037 Rally          | ERC4      |
| 1986 | 14th Rothmans Cyprus Rally     | Patrick Snijers             | Dany Colebunders        | Lancia 037 Rally          | ERC4      |
| 1987 | 15th Rothmans Cyprus Rally     | David Llewellin             | Phil Short              | Audi Coupé Quattro        | ERC4      |
| 1988 | 16th Rothmans Cyprus Rally     | Björn Waldegård             | Fred Gallagher          | Toyota Celica GT-Four     | ERC20     |
| 1989 | 17th Rothmans Cyprus Rally     | Yves Loubet                 | Jean-Marc Andrié        | Lancia Delta Integrale    | ERC20     |
| 1990 | 18th Rothmans Cyprus Rally     | Dimi Mavropoulos            | Níkos Antoniades        | Audi Coupé Quattro        | ERC20     |
| 1991 | 19th Rothmans Cyprus Rally     | Antonis Ieropoulos          | Michalakis Michael      | Mitsubishi Galant VR-4    | ERC20     |
| 1992 | 20th Rothmans Cyprus Rally     | Alex Fiorio                 | Vittorio Brambilla      | Lancia Delta HF Integrale | ERC20     |
| 1993 | 21st Rothmans Cyprus Rally     | Alex Fiorio                 | Vittorio Brambilla      | Lancia Delta HF Integrale | ERC20     |
| 1994 | 22nd Rothmans Cyprus Rally     | Alex Fiorio                 | Vittorio Brambilla      | Lancia Delta HF Integrale | ERC20     |
| 1995 | 23rd Rothmans Cyprus Rally     | Maurice Sehnaoui "Bagheera" | Naji Stephan            | Lancia Delta HF Integrale | ERC20     |
| 1996 | 24th Rothmans Cyprus Rally     | Armin Schwarz               | Denis Giraudet          | Toyota Celica GT-Four     | ERC20     |
| 1997 | 25th Cyprus Rally              | Krzysztof Hołowczyc         | Maciej Wisławski        | Subaru Impreza 555        | ERC20     |
| 1998 | 26th Cyprus Rally              | Andrea Navarra              | Alessandra Materazzetti | Subaru Impreza WRX        | ERC20     |
| 1999 | 27th Cyprus Rally              | Jean-Pierre Richelmi        | Stéphane Prévot         | Subaru Impreza WRC        | ERC20     |
| 2000 | Cyprus Rally 2000              | Carlos Sainz                | Luís Moya               | Ford Focus WRC            | WRC       |
| 2001 | 29th Cyprus Rally              | Colin McRae                 | Nicky Grist             | Ford Focus WRC            | WRC       |
| 2002 | 30th Cyprus Rally              | Marcus Grönholm             | Timo Rautiainen         | Peugeot 206 WRC           | WRC       |
| 2003 | 31st Cyprus Rally              | Petter Solberg              | Phil Mills              | Subaru Impreza WRC        | WRC       |
| 2004 | Cyprus Rally 2004              | Sébastien Loeb              | Daniel Elena            | Citroën Xsara WRC         | WRC       |
| 2005 | Cyprus Rally 2005              | Sébastien Loeb              | Daniel Elena            | Citroën Xsara WRC         | WRC       |
| 2006 | Cyprus Rally 2006              | Sébastien Loeb              | Daniel Elena            | Citroën Xsara WRC         | WRC       |
| 2007 | Cyprus Rally 2007              | Charalambos Timotheou       | Pambos Laos             | Mitsubishi Lancer Evo IX  | MERC      |
| 2008 | Cyprus Rally 2008              | Nicos Thomas                | Spyros "Chips" Georgiou | Mitsubishi Lancer Evo IX  | MERC      |
| 2009 | FxPro Cyprus Rally 2009        | Sébastien Loeb              | Daniel Elena            | Citroën C4 WRC            | WRC       |
| 2010 | 39th FxPro Cyprus Rally        | Nasir al-Atijja             | Giovanni Bernacchini    | Ford Fiesta S2000         | IRC, MERC |
| 2011 | Cyprus Rally                   | Andreas Mikkelsen           | Ola Fløene              | Škoda Fabia S2000         | IRC       |
| 2012 | Cyprus Rally                   | Nasir al-Atijja             | Giovanni Bernacchini    | Ford Fiesta RRC           | IRC, MERC |
| 2013 | Cyprus Rally                   | Nasir al-Atijja             | Giovanni Bernacchini    | Ford Fiesta RRC           | MERC      |
| 2014 | Cyprus Rally                   | Yazeed Al-Rajhi             | Michael Orr             | Ford Fiesta RRC           | ERC, MERC |
| 2015 | CNP Asfalistiki Cyprus Rally   | Nasir al-Atijja             | Matthieu Baumel         | Ford Fiesta RRC           | ERC, MERC |
| 2016 | CNP Asfalistiki Cyprus Rally   | Aleksiej Łukjaniuk          | Aleksiej Arnautow       | Ford Fiesta R5            | ERC, MERC |
| 2017 | Cyprus Rally                   | Nasir al-Atijja             | Matthieu Baumel         | Ford Fiesta R5            | ERC, MERC |
| 2018 | Cyprus Rally                   | Simos Galatariotis          | Antonis Ioannou         | Škoda Fabia R5            | ERC, MERC |
| 2019 | 48. Cyprus Rally               | Nasir al-Atijja             | Matthieu Baumel         | Volkswagen Polo GTI R5    | ERC, MERC |

- ERC – Rajdowe Mistrzostwa Europy (liczba oznacza współczynnik rajdu)
- IRC – Intercontinental Rally Challenge
- MERC – Rajdowe Mistrzostwa Bliskiego Wschodu
- WRC – Rajdowe mistrzostwa świata